# Путей-Нобль, Эва
Эва Путей-Нобль (фр. Ève Pouteil-Noble, р.7 июня 1981) — французская фехтовальщица-саблистка, призёрка чемпионатов мира.

## Биография
Родилась в 1981 году в Анси. В 1999 году завоевала серебряную и бронзовую медали чемпионата мира. В 2000 году стала обладательницей бронзовой медали чемпионата мира.